# Rohm and Haas

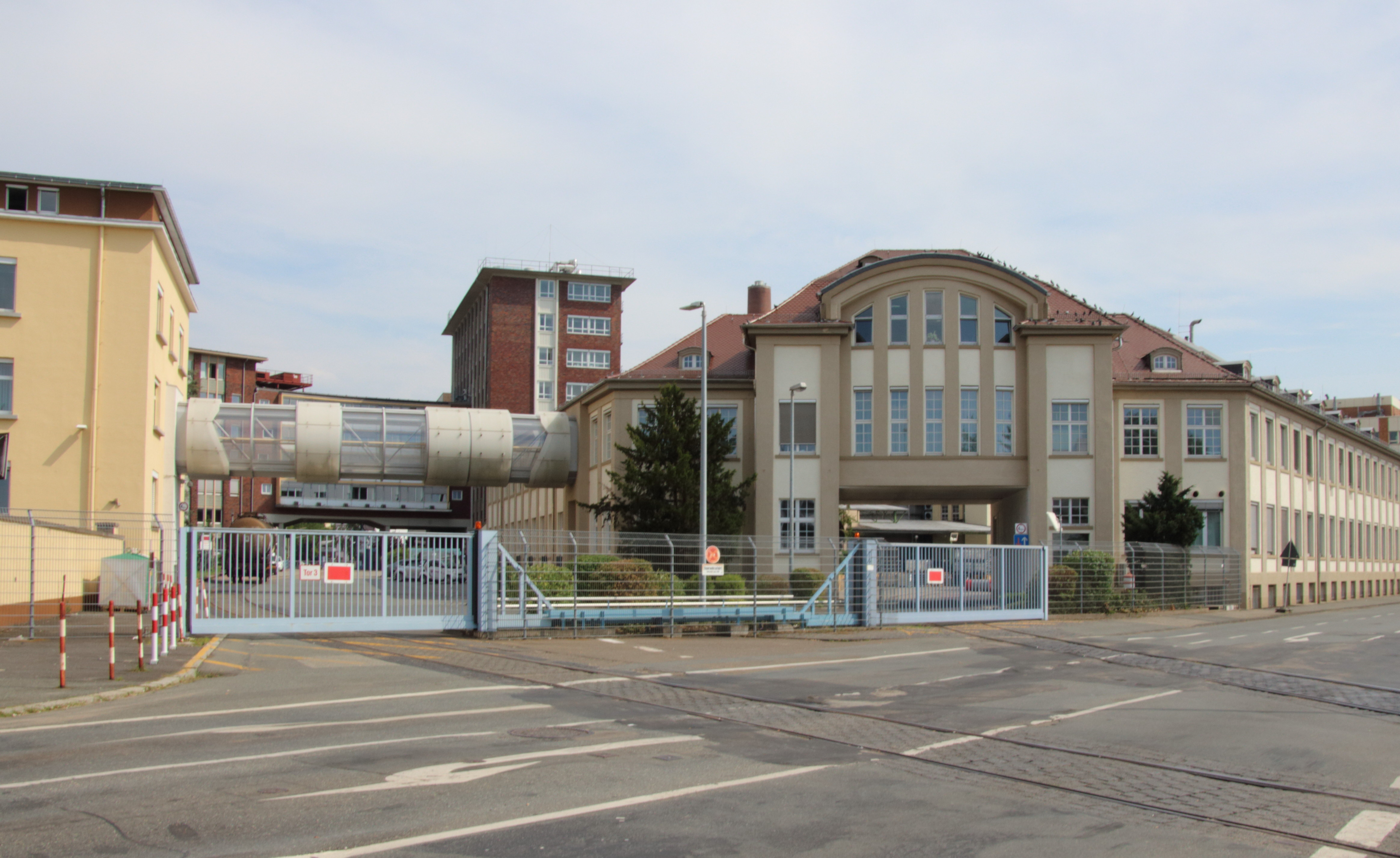
Sede storica Röhm & Haas a Darmstadt

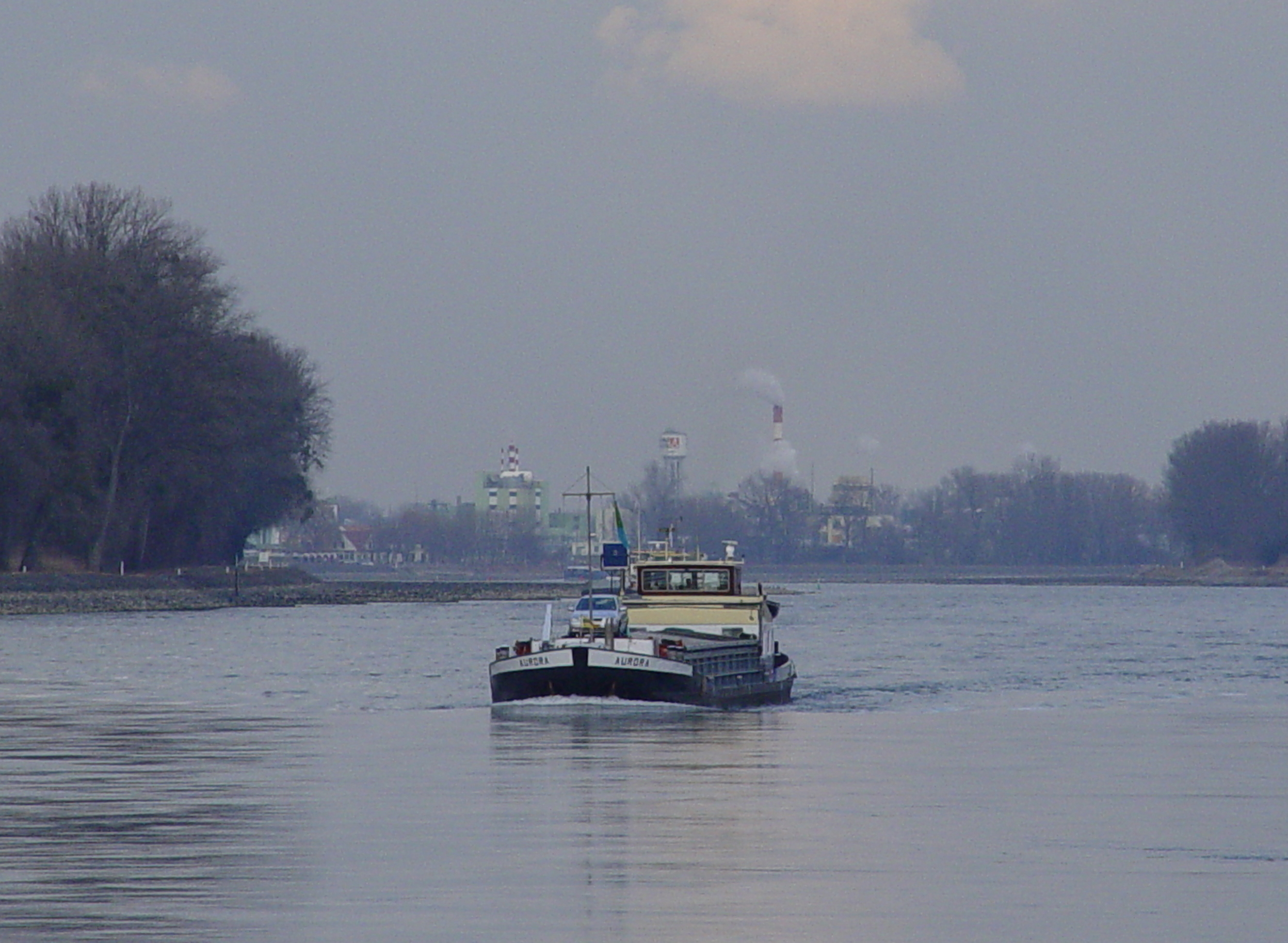
Sullo sfondo l'impianto di Lauterbourg

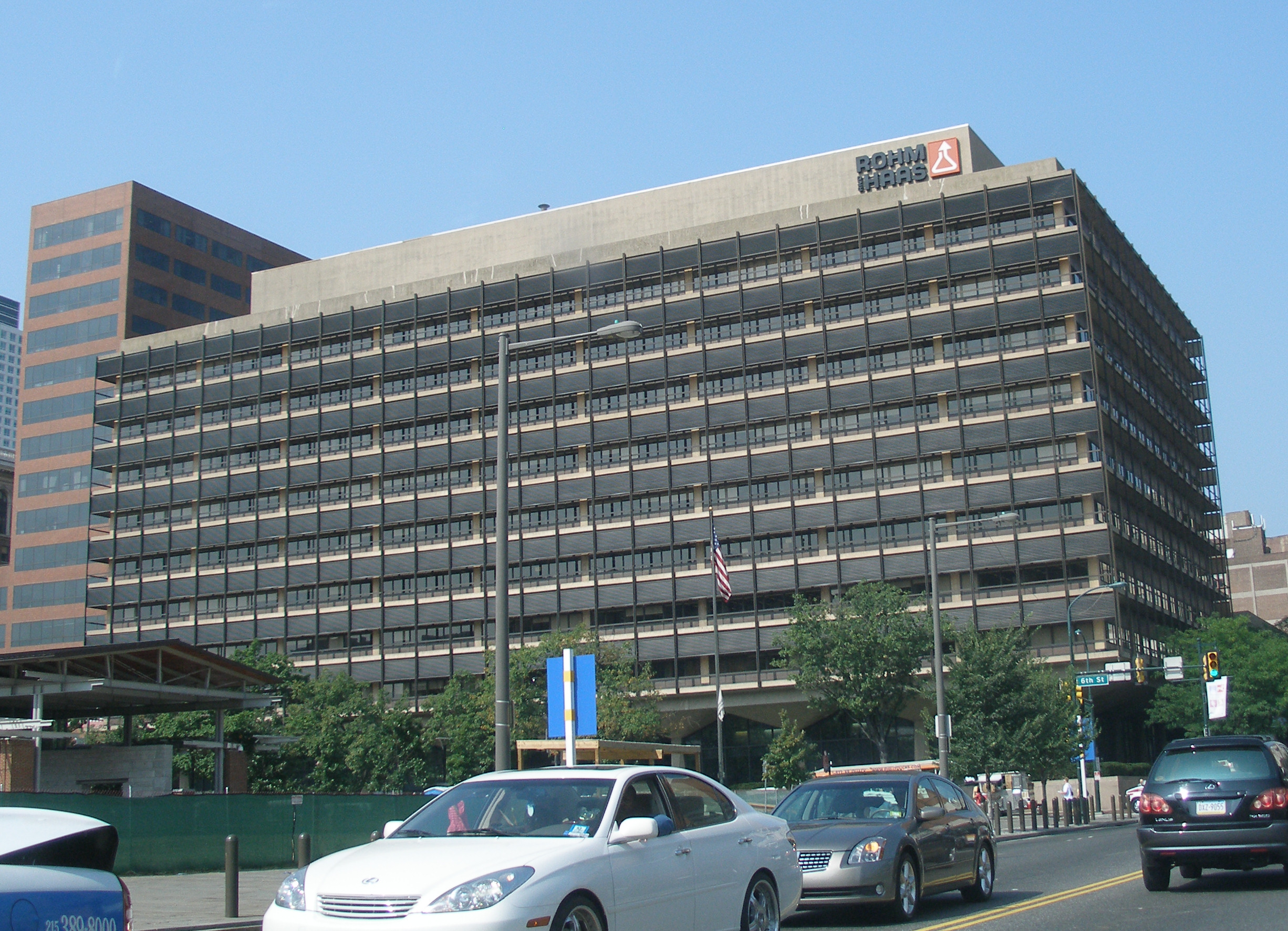
Sede della Rohm and Haas Corporate a Filadelfia, 2007

Rohm and Haas (già Röhm & Haas) è un'azienda chimica statunitense con sede Filadelfia, Pennsylvania. È la divisione Advanced Materials della Dow Chemical.

## Storia
La Röhm & Haas fu fondata nel 1907 dal chimico tedesco Otto Röhm e dal venditore Otto Haas a Esslingen am Neckar. Il primo successo commerciale fu Oropon, sostanza enzimatica usata nella concia delle pelli estratta dalle ghiandole pancreatiche animali. Tale sostanza soppiantò in parte quelle allora presenti, che derivavano dalla feci di cane e uccelli. Il 22 luglio 1909 la società si spostò a Darmstadt.
Nello stesso anno venne creata una filiale da parte di Otto Haas a Philadelphia in USA. La società, con l'entrata della Germania nella prima guerra mondiale, fu sequestrata nel 1917 e rinominata in seguito Rohm & Haas Co., con alla guida lo stesso Otto Haas. La grande richiesta di concia delle pelli sia in Germania che in USA portò ad un notevole successo commerciale dell’Oropon.
Otto Röhm creò il termine nel 1933 poi marchio Plexiglas (che sul mercato americano acquisì una "s" in più come Plexiglass).
Fino alla morte di Röhm e dalla seconda guerra mondiale nel 1939 entrambe le aziende appartenevano alla stessa società. E solo dopo la morte Haas' la famiglia tedesca uscì dalla società agli inizi degli anni '70. Questi dal 1971 fondarono la Röhm GmbH, che dal 1989 si unirono alla Hüls AG. La Röhm GmbH esiste oggi come branca per il metacrilato della Evonik Degussa.
L'americana Rohm & Haas Co. si sviluppò sin dalla fine della seconda guerra mondiale negli USA. Grazie alla seconda guerra mondiale e alla successiva Guerra fredda vi furono molte richieste per l'industria degli armamenti di Plexiglas e altri polimetacrilati dando alla società grandi successi economici.

## Acquisizione da parte di Dow
Nel luglio 2008 la Dow Chemical Company offre per l'acquisizione della Rohm & Haas 15 mld. di dollari. Nel gennaio 2009 accadde che, pur già approvata dalle autorità per la concorrenza, l'acquisizione venne spostata a tempo indefinito, dato che la Petrochemical Industries Company del Kuwait con 7,5 mld. di US$ di mancato investimento non permise alla Dow di procedere al finanziamento dell'operazione. Dopo che nel frattempo Rohm & Haas fece l'annuncio, l'acquisizione giuridicamente venne imposta, si concordò nel marzo 2009 per la transazione. Essenziale fu l'accordo con i due più grandi investitori di Rohm & Haas, di ricevere 3 mld di US$ in forma di azioni Dow al posto di pagamento in contanti.
Dopo l'acquisizione da parte di Dow, la Rohm & Haas vendette la statunitense produttrice di sali Morton Salt (di proprietà dal 1999) nell'aprile del 2009 per 1,675 mld. di US$ alla tedesca K+S. Questo permise alla Dow un aiuto al finanziamento dell'acquisizione di Rohm & Haas.

## Rohm & Haas in Germania
La Rohm and Haas Deutschland GmbH ha all'inizio del 2011 circa 280 collaboratori in Germania. La centrale è a Francoforte. La produzione di vernici a polvere è a Arnsberg. La fabbrica di Brema è stata chiusa nel 2006 e abbattuta nel 2007. A Brema, Esslingen e Feldkirchen vi sono gli impianti più piccoli. La produzione di monomeri a Marl è una joint venture.

## Prodotti
L'azienda produce materiali avanzati come polimeri e sostanze usate in vernici.

## Siti storici
- Fabrikgebäude der Firma Röhm
- Portalbau Röhm
- Verwaltungsgebäude der Firma Röhm